# Cheniers
Cheniers település Franciaországban, Marne megyében. Lakosainak száma 120 fő (2022. január 1.). Cheniers Coolus, Écury-sur-Coole, Germinon, Nuisement-sur-Coole, Soudron, Thibie és Villers-le-Château községekkel határos.

## Népesség
A település népességének változása:
| Lakosok száma | 51   | 64   | 78   | 111  | 121  | 113  | 107  | 105  | 110  | 120  |
|               | 1968 | 1982 | 1990 | 2006 | 2013 | 2015 | 2017 | 2019 | 2020 | 2022 |